# Companie mixtă
O companie mixtă sau asociere în participațiune (mult mai cunoscută internațional ca joint venture) reprezintă o înțelegere economică între două sau mai multe companii, în care părțile se decid să formeze (pentru o perioadă limitată de timp) o entitate economică, cu active proprii, obținute din capitalul membrilor asocierii.
Exemple de companii mixte sunt: Fujitsu Siemens Computers, Sony-Ericsson, VEVO.

## Motive pentru formarea asocierii în participațiune
Motivele pot fi atât interne (din punctul de vedere al organizării interne a unei firme), de concurență sau strategice.

### Motive interne
- Accesul către noi tehnologii sau piețe de desfacere
- Promovarea unor companii de mici dimensiuni în vederea obținerii unei bune imagini, și ca atare a atragererii de noi parteneriate
- Împărțirea riscurilor cu celălalte companii membre ale asocierii

### Motive de concurență
- Obținerea unui avantaj față de concurență prin formarea unei rețele globale de companii și accelerarea timpului de răspuns față de mișcările strategice ale concurenței.

### Motive strategice
- Obținerea unui transfer tehnologic mai bun și profitarea față de ocaziile oferite de țări cu potențial economic în creștere (precum China).